# 介護難民
介護難民（かいごなんみん）とは高齢化社会といわれている現代の日本で起きている問題であり、介護が必要な高齢者や障がい者・児ではあるものの家庭でも病院でも施設でも介護を受けることができない者のこと。介護難民を無くすためには介護職を増加させることが解決策であるとされ、そのための政策が行われて多くの人材が集まったものの、介護職に就いた者は離職率が高く依然として人材の不足に悩んでいる。人材不足となる原因としては金銭問題が特に大きく、仕事が大変であるというのに従業員に対して良い報酬を与えることができていないということが離職率の高さに結びついているとされている。このような問題を解決するために介護業界は外国人労働者を介護職に就けるなどといった対策を立てており、この業界ならば就職への競争が少ないことから日本人労働者の職を奪うという問題は懸念・解決されていない

## 原因

### 高齢者の増加
介護難民が生まれる原因で一番大きいものは、高齢者の増加で1940年代に起こったベビーブームの時に生まれた世代が高齢者になり、それに加え医療が発展し日本人の平均寿命が延びているのも要因のひとつ。

### 介護施設・介護職員の不足
介護施設の数も介護士の数も増えてはいるのだがそれ以上に高齢者の数が増えていて追い付いていない。

## 対策

### 地方への移住
介護難民は都市部に多くみられている。そのため、介護施設に早く入居をしようと考えている場合には地方への移住は効果的である。地方では介護施設の数や職員の数にも余裕がある。また、都市部に比べ地方では、費用が安く介護サービスが比較的受けやすい。

### 家族のサポート
高齢者の介護を高齢者が行う老老介護や高齢者が自分たちだけで問題を抱えることを防ぐために、家族のサポートを受けられるようにしておく。そのため、あらかじめ家族で話し合い、どうするのかを考えておくことが必要である。

### 貯金しておく
介護施設やいろいろな介護サービスを受けるためには費用がかかる。費用は様々なため資金に限りがあると選べるサービスは限られ、費用が安いものは求める人が多くなるため資金は多いほうが良い。